# Fissicepheus steinmanni
Fissicepheus steinmanni är en kvalsterart som beskrevs av Sandór Mahunka 1971. Fissicepheus steinmanni ingår i släktet Fissicepheus och familjen Tetracondylidae. Inga underarter finns listade i Catalogue of Life.